# 수원 컨티넨탈컵
수원 컨티넨탈컵은 경기도 수원시에서 개최되는 국제 청소년 축구 대회이다. 

## 대회 결과
| 수원 컨티넨탈컵 |      |          |            |            |            |
| 2015            | U-17 | 브라질   | 크로아티아 | 나이지리아 | 대한민국   |
| 2016            | U-20 | 대한민국 | 잉글랜드   | 이란       | 나이지리아 |

## 같이 보기
- 수원 JS컵